# Tankcsapda-tagok listája
A Tankcsapda együttes 1989-ben alakult Debrecenben. Az eltelt évtizedekben négy különböző felállásban készítették el albumaikat.

## Jelenlegi tagok

### Lukács László (ének, basszusgitár)

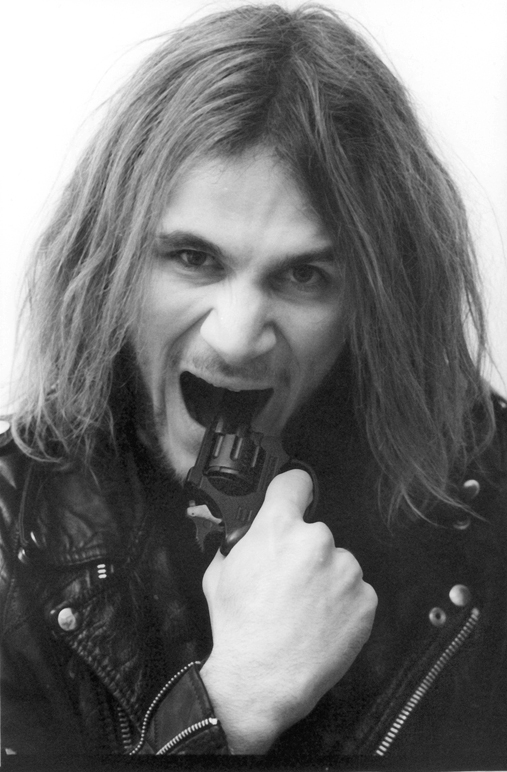
Lukács László, a Tankcsapda együttes alapítója, frontembere

Született: Debrecen, 1968. február 19.
A Tankcsapda egyetlen alapítója, aki mai napig az együttes tagja. Az éneklés mellett 1993 óta basszusgitározik, azelőtt gitározott. Egyedi dalszövegei és "énekmondó" stílusa a Tankcsapda egyik védjegye. Legismertebb hobbija az ejtőernyőzés, több balesetet is szenvedett már.
Felszerelések:
- Mesa Big Block 750" ládák
- Shure Beta 57 mikrofon
- Elektrovoice RE-20 mikrofon
- Mesa Boggie hangfalak
- Bass Preamp
- Furman RMP Classic
- Peterson VS-R Strobopack
- DBX-160 A Comp/Limiter
- Sansamp RBI Preamp
- ENGL Poweramp 840/50
- Dunlop Bass-WAH-White
- Fulltone Bassdrive Mosfet
- Roland Boss NS-2
- AKG IVM Wireless Monitor
- Gibson Thunderbird IV
- Gibson Blackbird NS Signature
- Ibanez Destroyer Bass
- Schecter Western Acoustic

### Fejes Tamás (dob)
Született: Debrecen, 1973. március 15.
12 évesen kezdett el dobolni, Beatles-lemezekre, majd a szülei zeneiskolába íratták. Ott a Nosztalgia Blues Band tagja lett. Első saját együttesét bátyjával, Fejes Jánossal alapította. 2000 óta játszott a Tankcsapdában. Az ő érkezéséhez köthetők az olyan slágerek, mint a Mennyország Tourist vagy az Üdvözöl a pokol. Debrecenben hangszerboltja van évek óta.
Felszerelése:
- Tama Starclassic maple dobok
- Tama Iron Cobra Pedal
- MEINL cintányérok
- Aquarian bőrök
- Audio Technica és AKG mikrofonok
- Promark dobverő
- Roland Metronome

### Sidlovics Gábor "Sidi" (gitár)
Született: Nagykanizsa, 1976. május 5.
1999-ben megalapította a Zanzibar rockegyüttest. 2006-ban létrehozta a Mafia nevű metalegyüttesét, amely gyakran fellépett a Tankcsapda előzenekaraként. 2012-ben kilépett a Zanzibarból és a távozó Cseresznye helyét átvéve csatlakozott az együtteshez. A Tankcsapdából 2025-ben lépett ki.
Felszerelése:(gitárok)
• 1 darab Schecter E-1 Standard
• 1 darab Schecter Gary Holt
• 1 darab Schecter Solo ll Sidi
• 1 darab Schecter V-1 Apocalypse Red
• Gibson Les Paul Slash Appetite
• Gibson Les Paul Slash Anaconda
• Gibson Les Paul Slash Jessica
• Valamint több Schecter Solo ll gitárok

## Korábbi tagok

### Tóth Laboncz Attila "Labi" (basszusgitár, 1989–1992)
A Tankcsapda alapító tagja. A legjobb méreg album sikere után 1993 januárjában lépett ki a zenekarból. Később a szintén debreceni Replikában tűnt fel, az 1998-as Ima c. albumukon játszott. Labi 2003-ban Benzin néven hozott össze egy újabb csapatot.

### Buzsik György (dobok, 1989–1997)
A Tankcsapda alapító tagja. Az 1997-es Connektor :567: c. lemezen játszott utoljára.

### Elek Ottó(dobok, 1997–1999)
Az Unfit Ass. nevű zenekarból érkezett Buzsik helyére 1997 őszén, majd 1999 végén került ki a Tankcsapdából. Utoljára a Tankológia válogatásra felkerült Mennyország Tourist dalban játszott.

### Molnár Levente "Cseresznye"(gitár, 1993–2012)

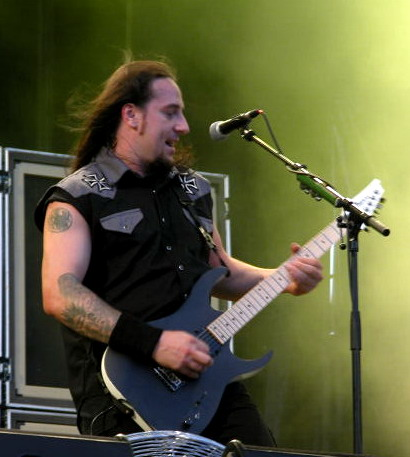
Molnár Levente „Cseresznye” a 2007-es Sziget Fesztiválon

Született: Debrecen, 1972. július 30.
Az AC/DC hatására kezdett el gitározni, de tanár nélkül, autodidakta módon tanult. A „Cseresznye” becenevet a cseresznyepálinkáról kapta. 1992-ben roadként kezdett a Tankcsapdánál dolgozni, majd 1993-ban az együttes gitárosává avanzsált. Ez volt élete első komoly csapata. Az első Tankcsapda-album, amin pár szólót ő játszott fel vendégként A legjobb méreg volt. 2012. január 16-án távozott a Tankcsapdából.
2013-ban New Yorkból jelentkezett, ahol egy ottani magyar barátjával, és két New York-i sráccal megalapították új zenekarukat Gun4Gun néven. A zenekar a "Dark Crown" című számmal jelentkezett először, de készül egy 12 számot tartalmazó lemez is, amelyet a srácok az év végére ígérnek.
A Tankcsapda turnékon használt felszerelése:
- 3 darab Schecter Solo-6 Limited
- Schecter Synyster Custom
- ENGL Special Edition EL34
- ENGL Pro Cabinet
- Furman Power Conditioner
- Peterson Stroborack
- Audio Technica 3000 Wireless
- Voodoolab Ground Control GCX
- Cry Baby Custom Shop Rack
- Digitech GSP 1101
- MXR EVH Flanger
- Sit Strings Power Wound 10-52

Felszerelései közé tartoztak:
- Caparison TAT II Frozen Sky
- Egyedi átalakítású Ibanez PGM-ek
- Egyedi átalakítású Gibson Lespaul-ok,
- Splawn Nitro Tube Head
- Bogner Überschall Head
- Peavey EVH Head
- Line6 Bogner Spider Valve Head
- Roctron Patch Mate
- Dunlop Cry Baby Dimebag Darell Signature Wah
- Peterson Stroborack Tuner
- Hayden Cabine

## Felállások
| Időszak   | Felállás                                                                                           | Kiadványok |
| --------- | -------------------------------------------------------------------------------------------------- | --- |
| 1989–1992 | - Lukács László – ének, gitár - Labi (Tóth Laboncz Attila) – basszusgitár - Buzsik György – dobok  | - Baj van!! (demó) (1989) - Punk & Roll (1990) - A legjobb méreg (1992)                                                                   |
| 1993–1997 | - Lukács László – ének, basszusgitár - Cseresznye (Molnár Levente) – gitár - Buzsik György – dobok | - Jönnek a férgek! (1994) - Az ember tervez (1995) - Connektor :567: (1997)                                                               |
| 1997–1999 | - Lukács László – ének, basszusgitár - Cseresznye (Molnár Levente) – gitár - Elek Ottó – dobok     | - Ha zajt akartok! (1999) |
| 2000–2011 | - Lukács László – ének, basszusgitár - Cseresznye (Molnár Levente) – gitár - Fejes Tamás – dobok   | - Agyarország (2001) - Baj van!! (2002) - Élni vagy égni (2003) - Mindenki vár valamit (2006) - Minden jót (2009)                         |
| 2012–2025 | - Lukács László – ének, basszusgitár - Sidlovics Gábor "Sidi" – gitár - Fejes Tamás – dobok        | - Rockmafia Debrecen (2012) - Igazi hiénák (2013) - Urai vagyunk a helyzetnek (2014) - Dolgozzátok fel! (2016) - Liliput Hollywood (2019) |

## Külső hivatkozások
- A Tankcsapda hivatalos honlapja